# POVM
함수해석학 및 양자정보과학에서 양의 연산자 값 측도(영어: positive operator-valued measure, POVM)는 힐베르트 공간에서 양의 준정부호 연산자를 값으로 하는 측도이다. POVM은 사영값 측도(PVM)의 일반화이며, 그에 따라 POVM으로 설명되는 양자 측정은 PVM(사영 측정이라고 함)으로 설명되는 양자 측정의 일반화이다.
대략적인 비유로, POVM은 PVM에 대해 혼합 상태가 순수 상태에 대해 가지는 관계와 같다. 혼합 상태는 더 큰 시스템의 하위 시스템 상태를 지정하는 데 필요하며(양자 상태의 정화 참조), 이와 유사하게 POVM은 더 큰 시스템에서 수행된 사영 측정의 하위 시스템에 대한 효과를 설명하는 데 필요하다.
POVM은 양자역학에서 가장 일반적인 유형의 측정이며 양자장론에서도 사용될 수 있다. 이들은 양자 정보 분야에서 광범위하게 사용된다.

## 정의
{\displaystyle {\mathcal {H}}}를 힐베르트 공간이라고 하고 {\displaystyle (X,M)}을 {\displaystyle M}이 {\displaystyle X}에 대한 보렐 시그마 대수인 가측 공간이라고 하자. POVM은 {\displaystyle M}에 정의된 함수 {\displaystyle F}로, 그 값은 {\displaystyle {\mathcal {H}}}에서 양의 유계 자기 수반 작용소이며, 모든 {\displaystyle \psi \in {\mathcal {H}}}에 대해 다음이 성립한다.
{\displaystyle E\mapsto \langle F(E)\psi \mid \psi \rangle ,}
는 시그마 대수 {\displaystyle M}에 대한 음이 아닌 가산 가법 측도이며 {\displaystyle F(X)=\operatorname {I} _{\mathcal {H}}}는 항등 연산자이다.
양자역학에서 POVM의 핵심 속성은 결과 공간에 대한 확률 측도를 결정한다는 것이다. 따라서 {\displaystyle \langle F(E)\psi \mid \psi \rangle }는 양자 상태 {\displaystyle |\psi \rangle }를 측정할 때 사건 {\displaystyle E}가 발생할 확률로 해석될 수 있다.
가장 간단한 경우, {\displaystyle X}가 유한 집합이고 {\displaystyle M}이 {\displaystyle X}의 멱집합이며 {\displaystyle {\mathcal {H}}}가 유한 차원일 때, POVM은 양의 준정부호 에르미트 행렬 {\displaystyle \{F_{i}\}}의 집합과 동일하며, 이들은 합쳐서 단위 행렬이 된다.:90
{\displaystyle \sum _{i=1}^{n}F_{i}=\operatorname {I} .}
POVM은 사영값 측도와는 다르다. 사영값 측도의 경우 {\displaystyle F}의 값은 직교 사영이어야 한다.
이산적인 경우, POVM 요소 {\displaystyle F_{i}}는 측정 결과 {\displaystyle i}와 연관되며, 양자 상태 {\displaystyle \rho }에서 양자 측정을 수행할 때 이를 얻을 확률은 다음과 같이 주어진다.
{\displaystyle {\text{Prob}}(i)=\operatorname {tr} (\rho F_{i})},
여기서 {\displaystyle \operatorname {tr} }은 대각합 연산자이다. 측정되는 양자 상태가 순수 상태 {\displaystyle |\psi \rangle }일 때, 이 공식은 다음과 같이 축소된다.
{\displaystyle {\text{Prob}}(i)=\operatorname {tr} (|\psi \rangle \langle \psi |F_{i})=\langle \psi |F_{i}|\psi \rangle }.
POVM의 이산적인 경우는 PVM의 가장 간단한 경우를 일반화한다. PVM은 직교 사영 {\displaystyle \{\Pi _{i}\}}의 집합으로, 단위 행렬로 합산된다.
{\displaystyle \sum _{i=1}^{N}\Pi _{i}=\operatorname {I} ,\quad \Pi _{i}\Pi _{j}=\delta _{ij}\Pi _{i}.}
PVM에 대한 확률 공식은 POVM에 대한 것과 동일하다. 중요한 차이점은 POVM의 요소가 반드시 직교하는 것은 아니라는 점이다. 결과적으로 POVM의 요소 수 {\displaystyle n}은 POVM이 작용하는 힐베르트 공간의 차원보다 클 수 있다. 반면에 PVM의 요소 수 {\displaystyle N}은 힐베르트 공간의 차원보다 많아야 한다.

## 나이마르크 확장 정리
참고: 이 이름은 "노이마르크 정리"로도 표기될 수 있다.
나이마르크 확장 정리는 POVM이 더 큰 공간에 작용하는 PVM으로부터 어떻게 얻어지는지를 보여준다. 이 결과는 양자역학에서 POVM 측정을 물리적으로 구현하는 방법을 제공하므로 매우 중요하다.:285
유한 차원 힐베르트 공간에 작용하는 유한 개수의 요소가 있는 POVM의 가장 간단한 경우, 나이마르크 정리는 차원 {\displaystyle d_{A}}의 힐베르트 공간 {\displaystyle {\mathcal {H}}_{A}}에 작용하는 POVM {\displaystyle \{F_{i}\}_{i=1}^{n}}이 있다면, 차원 {\displaystyle d_{A'}}의 힐베르트 공간 {\displaystyle {\mathcal {H}}_{A'}}에 작용하는 PVM {\displaystyle \{\Pi _{i}\}_{i=1}^{n}}과 등거리변환 {\displaystyle V:{\mathcal {H}}_{A}\to {\mathcal {H}}_{A'}}이 존재하여 모든 {\displaystyle i}에 대해 다음이 성립함을 말한다.
{\displaystyle F_{i}=V^{\dagger }\Pi _{i}V.}
계수 1 POVM, 즉 {\displaystyle F_{i}=|f_{i}\rangle \langle f_{i}|} (일부 비정규화 벡터 {\displaystyle |f_{i}\rangle }에 대해)의 특정 경우에, 이 등거리변환은 다음과 같이 구성될 수 있다.:285
{\displaystyle V=\sum _{i=1}^{n}|i\rangle _{A'}\langle f_{i}|_{A}}
그리고 PVM은 단순히 {\displaystyle \Pi _{i}=|i\rangle \langle i|_{A'}}로 주어진다. 여기서 {\displaystyle d_{A'}=n}이다.
일반적인 경우, 등거리변환과 PVM은 {\displaystyle {\mathcal {H}}_{A'}={\mathcal {H}}_{A}\otimes {\mathcal {H}}_{B}}, {\displaystyle \Pi _{i}=\operatorname {I} _{A}\otimes |i\rangle \langle i|_{B}} 및
{\displaystyle V=\sum _{i=1}^{n}{\sqrt {F_{i}}}_{A}\otimes {|i\rangle }_{B}.}
로 정의함으로써 구성될 수 있다. 여기서 {\displaystyle d_{A'}=nd_{A}}이므로, 이는 더 낭비적인 구성이다.
두 경우 모두, 이 PVM과 등거리변환에 의해 적절히 변환된 상태로 결과 {\displaystyle i}를 얻을 확률은 원래 POVM으로 얻을 확률과 동일하다.
{\displaystyle {\text{Prob}}(i)=\operatorname {tr} \left(V\rho _{A}V^{\dagger }\Pi _{i}\right)=\operatorname {tr} \left(\rho _{A}V^{\dagger }\Pi _{i}V\right)=\operatorname {tr} (\rho _{A}F_{i})}
이 구성은 등거리변환 {\displaystyle V}를 유니터리 연산자 {\displaystyle U}로 확장하여 POVM의 물리적 구현을 위한 레시피로 전환될 수 있다. 즉, 1부터 {\displaystyle d_{A}}까지의 {\displaystyle i}에 대해
{\displaystyle V|i\rangle _{A}=U|i\rangle _{A'}}
를 만족하는 {\displaystyle U}를 찾는 것이다. 이는 항상 가능하다.
양자 상태 {\displaystyle \rho }에서 {\displaystyle \{F_{i}\}_{i=1}^{n}}으로 설명되는 POVM을 구현하는 레시피는 양자 상태를 힐베르트 공간 {\displaystyle {\mathcal {H}}_{A'}}에 임베딩하고, 유니터리 연산자 {\displaystyle U}로 진화시키며, PVM {\displaystyle \{\Pi _{i}\}_{i=1}^{n}}으로 설명되는 사영 측정을 수행하는 것이다.

### 측정 후 상태
측정 후 상태는 POVM 자체에 의해 결정되는 것이 아니라, POVM을 물리적으로 구현하는 PVM에 의해 결정된다. 동일한 POVM을 구현하는 무한히 많은 다른 PVM이 존재하기 때문에, 연산자 {\displaystyle \{F_{i}\}_{i=1}^{n}}만으로는 측정 후 상태가 무엇이 될지 결정할 수 없다. 이를 확인하려면, 임의의 유니터리 연산자 {\displaystyle W}에 대해 연산자
{\displaystyle M_{i}=W{\sqrt {F_{i}}}}
도 {\displaystyle M_{i}^{\dagger }M_{i}=F_{i}}의 속성을 가지므로, 위에서 두 번째 구성에서 등거리변환
{\displaystyle V_{W}=\sum _{i=1}^{n}{M_{i}}_{A}\otimes {|i\rangle }_{B}}
를 사용하면 동일한 POVM을 구현한다는 점에 유의하라. 측정되는 상태가 순수 상태 {\displaystyle |\psi \rangle _{A}}일 경우, 결과 유니터리 연산자 {\displaystyle U_{W}}는 이를 보조 시스템과 함께 다음 상태로 만든다.
{\displaystyle U_{W}(|\psi \rangle _{A}|0\rangle _{B})=\sum _{i=1}^{n}M_{i}|\psi \rangle _{A}|i\rangle _{B},}
그리고 보조 시스템에 대한 사영 측정은 결과 {\displaystyle i_{0}}를 얻을 때 {\displaystyle |\psi \rangle _{A}}를 다음 상태로 붕괴시킨다.:84
{\displaystyle |\psi '\rangle _{A}={\frac {M_{i_{0}}|\psi \rangle }{\sqrt {\langle \psi |M_{i_{0}}^{\dagger }M_{i_{0}}|\psi \rangle }}}}
측정되는 상태가 밀도 행렬 {\displaystyle \rho _{A}}로 설명될 때, 해당 측정 후 상태는 다음과 같이 주어진다.
{\displaystyle \rho '_{A}={M_{i_{0}}\rho M_{i_{0}}^{\dagger } \over {\rm {tr}}(M_{i_{0}}\rho M_{i_{0}}^{\dagger })}}.
따라서 측정 후 상태는 유니터리 연산자 {\displaystyle W}에 명시적으로 의존함을 알 수 있다. {\displaystyle M_{i}^{\dagger }M_{i}=F_{i}}는 항상 에르미트이지만, 일반적으로 {\displaystyle M_{i}}는 에르미트일 필요는 없다.
사영 측정과의 또 다른 차이점은 POVM 측정이 일반적으로 반복될 수 없다는 것이다. 첫 번째 측정에서 결과 {\displaystyle i_{0}}가 나왔을 때, 두 번째 측정에서 다른 결과 {\displaystyle i_{1}}를 얻을 확률은 다음과 같다.
{\displaystyle {\text{Prob}}(i_{1}|i_{0})={\operatorname {tr} (M_{i_{1}}M_{i_{0}}\rho M_{i_{0}}^{\dagger }M_{i_{1}}^{\dagger }) \over {\rm {tr}}(M_{i_{0}}\rho M_{i_{0}}^{\dagger })}},
이는 {\displaystyle M_{i_{0}}}와 {\displaystyle M_{i_{1}}}이 직교하지 않으면 0이 아닐 수 있다. 사영 측정에서는 이 연산자들이 항상 직교하므로 측정은 항상 반복 가능하다.

## 예시: 모호하지 않은 양자 상태 판별

와 상태에 대한 모호하지 않은 양자 상태 판별을 위한 최적 POVM(빨간색) 및 상태(파란색)의 블로흐 구면 표현. 블로흐 구면에서 직교 상태는 반평행임을 주목하라.

2차원 힐베르트 공간을 가진 양자 시스템이 {\displaystyle |\psi \rangle } 상태 또는 {\displaystyle |\varphi \rangle } 상태 중 하나에 있다는 것을 알고, 어느 상태인지 판별하고 싶다고 가정해보자. 만약 {\displaystyle |\psi \rangle }와 {\displaystyle |\varphi \rangle }가 직교한다면, 이 작업은 쉽다. 집합 {\displaystyle \{|\psi \rangle \langle \psi |,|\varphi \rangle \langle \varphi |\}}는 PVM을 형성하며, 이 기저에서의 사영 측정은 상태를 확실히 판별할 것이다. 그러나 만약 {\displaystyle |\psi \rangle }와 {\displaystyle |\varphi \rangle }가 직교하지 않는다면, 이 작업은 불가능하다. 즉, 확실하게 구별할 수 있는 PVM 또는 POVM 측정은 없다.:87 비직교 상태를 완벽하게 구별할 수 없다는 것은 양자 암호, 양자 코인 플리핑, 양자 화폐와 같은 양자 정보 프로토콜의 기초가 된다.
모호하지 않은 양자 상태 판별(UQSD) 작업은 그 다음으로 최선책이다. 즉, 상태가 {\displaystyle |\psi \rangle }인지 {\displaystyle |\varphi \rangle }인지에 대해 절대 실수를 하지 않지만, 때로는 결론이 나지 않는 결과를 얻는 대가를 치르는 것이다. 사영 측정으로 이를 수행할 수 있다. 예를 들어, {\displaystyle |\psi ^{\perp }\rangle }가 {\displaystyle |\psi \rangle }에 직교하는 양자 상태인 PVM {\displaystyle \{|\psi \rangle \langle \psi |,|\psi ^{\perp }\rangle \langle \psi ^{\perp }|\}}를 측정하여 결과 {\displaystyle |\psi ^{\perp }\rangle \langle \psi ^{\perp }|}를 얻으면, 상태가 {\displaystyle |\varphi \rangle }였다는 것을 확실히 알 수 있다. 만약 결과가 {\displaystyle |\psi \rangle \langle \psi |}였다면, 결론이 나지 않는다. 유사한 추론이 {\displaystyle |\varphi ^{\perp }\rangle }가 {\displaystyle |\varphi \rangle }에 직교하는 상태인 PVM {\displaystyle \{|\varphi \rangle \langle \varphi |,|\varphi ^{\perp }\rangle \langle \varphi ^{\perp }|\}}에도 적용된다.
하지만 이는 만족스럽지 않다. 단일 측정으로 {\displaystyle |\psi \rangle }와 {\displaystyle |\varphi \rangle } 모두를 감지할 수 없으며, POVM보다 확정적인 결과를 얻을 확률이 더 작다. 이 작업에서 확정적인 결과가 나올 확률을 가장 높이는 POVM은 다음으로 주어진다.
{\displaystyle F_{\psi }={\frac {1}{1+|\langle \varphi |\psi \rangle |}}|\varphi ^{\perp }\rangle \langle \varphi ^{\perp }|}
{\displaystyle F_{\varphi }={\frac {1}{1+|\langle \varphi |\psi \rangle |}}|\psi ^{\perp }\rangle \langle \psi ^{\perp }|}
{\displaystyle F_{?}=\operatorname {I} -F_{\psi }-F_{\varphi }={\frac {2|\langle \varphi |\psi \rangle |}{1+|\langle \varphi |\psi \rangle |}}|\gamma \rangle \langle \gamma |,}
여기서
{\displaystyle |\gamma \rangle ={\frac {1}{\sqrt {2(1+|\langle \varphi |\psi \rangle |)}}}(|\psi \rangle +e^{i\arg(\langle \varphi |\psi \rangle )}|\varphi \rangle ).}
{\displaystyle \operatorname {tr} (|\varphi \rangle \langle \varphi |F_{\psi })=\operatorname {tr} (|\psi \rangle \langle \psi |F_{\varphi })=0}임을 주목하라. 따라서 결과 {\displaystyle \psi }를 얻으면 양자 상태가 {\displaystyle |\psi \rangle }임을 확신할 수 있고, 결과 {\displaystyle \varphi }를 얻으면 양자 상태가 {\displaystyle |\varphi \rangle }임을 확신할 수 있다.
결론적인 결과를 얻을 확률은 다음과 같다.
{\displaystyle 1-|\langle \varphi |\psi \rangle |,}
양자 시스템이 {\displaystyle |\psi \rangle } 또는 {\displaystyle |\varphi \rangle } 상태에 동일한 확률로 있을 때이다. 이 결과는 UQSD 연구를 개척한 저자들의 이름을 따서 이바노비치-디에크스-페레스 한계로 알려져 있다.
POVM은 계수 1이므로, 위의 구성의 간단한 경우를 사용하여 이 POVM을 물리적으로 실현하는 사영 측정을 얻을 수 있다. 확장된 힐베르트 공간의 세 가지 가능한 상태를 {\displaystyle |{\text{result ψ}}\rangle }, {\displaystyle |{\text{result φ}}\rangle }, {\displaystyle |{\text{result ?}}\rangle }로 명명하면, 결과 유니터리 연산자 {\displaystyle U_{\text{UQSD}}}는 상태 {\displaystyle |\psi \rangle }를 다음으로 만든다는 것을 알 수 있다.
{\displaystyle U_{\text{UQSD}}|\psi \rangle ={\sqrt {1-|\langle \varphi |\psi \rangle |}}|{\text{result ψ}}\rangle +{\sqrt {|\langle \varphi |\psi \rangle |}}|{\text{result ?}}\rangle ,}
마찬가지로 상태 {\displaystyle |\varphi \rangle }는 다음으로 만든다.
{\displaystyle U_{\text{UQSD}}|\varphi \rangle ={\sqrt {1-|\langle \varphi |\psi \rangle |}}|{\text{result φ}}\rangle +e^{-i\arg(\langle \varphi |\psi \rangle )}{\sqrt {|\langle \varphi |\psi \rangle |}}|{\text{result ?}}\rangle .}
그 후 사영 측정은 POVM과 동일한 확률로 원하는 결과를 제공한다.
이 POVM은 광자의 비직교 편광 상태를 실험적으로 구별하는 데 사용되었다. POVM을 사영 측정으로 구현하는 방식은 여기서 설명된 방식과 약간 달랐다.

## 같이 보기
- SIC-POVM
- 양자 측정
- 양자역학의 수학 공식화
- 밀도 행렬
- 양자 연산
- 사영값 측도
- 벡터 측도